# T 7 (torpediniera Italia)
La T 7 è stata una torpediniera della Regia Marina. Durante la sua vita operativa, prima e dopo il servizio sotto bandiera italiana, ha prestato servizio in altre quattro Marine militari.

## Storia
Costruita nei cantieri Danubius di Porto Re con il nome di TB 96F (poi abbreviato, dal 21 maggio 1917, in TB 96), la nave faceva parte in origine della classe «TB 82F» di torpediniere costruite per la Marina imperiale austroungarica.
L'armamento originario della nave era costituito da due cannoni Skoda da 66/30 mm, una mitragliera da 8,3/66 mm e quattro tubi lanciasiluri da 450 mm.
In servizio nel novembre 1916, la torpediniera partecipò alla prima guerra mondiale. Tra le azioni cui prese parte si possono citare:
- quella dell'11 maggio 1917, quando, insieme al cacciatorpediniere Csikos ed alle torpediniere TB 78 e TB 93 fu inviata ad appoggiare un bombardamento aereo, dopo di che la formazione venne dapprima attaccata senza risultato dal sommergibile inglese HB 1 e successivamente inseguito da un gruppo di cacciatorpediniere italiani (Ardente, Ardito, Animoso, Abba ed Audace) che tuttavia, dopo l'avvistamento alle 15.30, a 10.000 metri di distanza, ripiegò senza combattere essendo giunto troppo vicino alla base austro-ungarica di Pola[3];
- quella del 10-11 giugno 1918, quando scortò da Pola a Porto Tayer, insieme ai cacciatorpediniere Orjen e Balaton ed alle torpediniere TB 80, TB 90 e TB 97, la corazzata Viribus Unitis in quella che avrebbe dovuto essere una trappola per la flotta italiana, che sarebbe uscita in mare a contrasto di un'incursione nel canale d'Otranto per poi essere circondata da un superiore numero di unità nemiche, ma l'operazione venne interrotta a causa dell'affondamento della corazzata Szent Istvan da parte di MAS italiani[4].

Terminata la guerra, in seguito alla dissoluzione dell'Impero austro-ungarico e con esso della k.u.k. Kriegsmarine, la TB 96 passò alla neonata Marina reale jugoslava, sotto la quale assunse la nuova denominazione di T 7.
Nel 1927 la nave venne sottoposta a lavori di modifica, che comportarono la sostituzione dei due pezzi da 66/30 mm con altrettanti del più moderno modello da 66/50, nonché l'imbarco di una seconda mitragliera da 8,3/67 mm.
Successivamente, in seguito a nuovi lavori di modifica, i cannoni da 66/42 mm vennero sostituiti con altrettanti da 66/50, mentre le due mitragliere da 8,3 mm vennero sbarcate e sostituite con un'arma singola da 15/84 mm.
Il 21 aprile 1941, in seguito all'invasione della Jugoslavia, la T 7 venne catturata a Divulje (frazione di Traù) dalle truppe italo-tedesche ed incorporata nella Regia Marina, conservando invariata la propria denominazione.
La nave venne quindi assegnata al V Gruppo Torpediniere con base a Spalato, formato da unità vetuste quali le unità gemelle T 5, T 6 e T 8, un'altra torpediniera ex jugoslava, la T 1, e la vecchia torpediniera/cannoniera italiana Ernesto Giovannini. Avendo un potenziale bellico ormai estremamente ridotto, venne adibita principalmente a compiti di scorta costiera nelle acque della Dalmazia.
Successivamente alla proclamazione dell'armistizio di Cassibile, il 9 settembre 1943, la T 7 venne catturata dalle truppe tedesche nel porto di Gravosa. Incorporata nella Kriegsmarine ma armata con personale croato, la torpediniera venne ribattezzata TA 34 e, assegnata alla 11ª Sicherungsdivision, iniziò ad operare con base a Sebenico dal 7 febbraio 1944.  Il 17 giugno 1944 la nave venne trasferita alla Marina dello Stato Indipendente di Croazia e tornò ad assumere la vecchia denominazione di T 7.
Nella notte tra il 24 ed il 25 giugno 1944 la T 7, mentre era in navigazione da Sebenico a Fiume scortata dalle motosiluranti tedesche S 154 ed S 157, venne attaccata dalle motocannoniere e motosiluranti britanniche MGB 622, MGB 659 ed MTB 670 nei pressi dell'isola di Kukuljari: colpita da un siluro e gravemente danneggiata ed incendiata dal tiro delle mitragliere, la vetusta torpediniera andò ad incagliarsi sulla costa della penisola di Murter (in italiano Mortero), in posizione 43°47' N e 15°36' E. Fra l'equipaggio di 35 uomini vi furono tre morti accertati, undici dispersi ed altrettanti feriti.
Nel 1953 il relitto venne recuperato e smantellato dalla ditta jugoslava «BRODOSPAS».